# Starý Hrádok
Starý Hrádok – wieś (obec) na Słowacji położona w kraju nitrzańskim, w powiecie Levice. Pierwsze wzmianki o miejscowości pochodzą z roku 1239. 
Według danych z dnia 31 grudnia 2012, wieś zamieszkiwało 188 osób, w tym 101 kobiet i 87 mężczyzn.
W 2001 roku pod względem narodowości i przynależności etnicznej 86,52% mieszkańców stanowili Słowacy, a 13,48% Węgrzy.
Ze względu na wyznawaną religię struktura mieszkańców kształtowała się w 2001 roku następująco:
- Katolicy rzymscy – 37,64%
- Ewangelicy – 39,33%
- Ateiści – 6,18%
- Nie podano – 0,56%